# SMS Ostfriesland
Линейный корабль «Остфрисланд» (нем. SMS Ostfriesland) — головной корабль Германского флота одноимённого типа времен Первой мировой войны.
SMS Helgoland illustration.jpg

## Служба
В годы Первой мировой войны линкор входил в состав Флота открытого моря и активно использовался в боевых действиях. Принял участие в Ютландском сражении. «Остфрисланд» в 1916 году был серьёзно повреждён при подрыве на мине, пережил войну и был после капитуляции Германии был интернирован странами-победителями. 21 июля 1921 году потоплен как мишень при испытаниях авиационного вооружения (кораблей-мишень).

## Корабль мишень
После капитуляции Германии в Первой мировой войне «Остфрисланд» вместе с другими кораблями кайзеровского флота был интернирован странами-победителями. «Остфрисланд» достался США. Линкор переплыл Атлантику, американцы его отремонтировали и изучили. После этого было решено использовать линкор в качестве корабля-мишени. Командующий недавно созданными ВВС США Уильям Митчелл решил провести учения в июне 1921 года. При первом налёте самолёты сбросили 34 бомбы, 6 из которых попали в линкор. Корабль получил незначительные повреждения. На следующий день атака повторилась. Каждый самолёт атаковал 2000-фунтовой бомбой. В корабль попала одна, остальные не достигли цели. В результате атаки «Остфрисланд» затонул.
Потопление линкора авиацией было знаковым событием. Авиация доказала своё преимущество даже над самыми большими, защищенными и тяжело вооружёнными кораблями. Считается, что с этого момента линкоры начали сдавать свои позиции «королей океана» и уступать их авианосцам. «Остфрисланд» стал первым линейным кораблём, потопленным с воздуха.

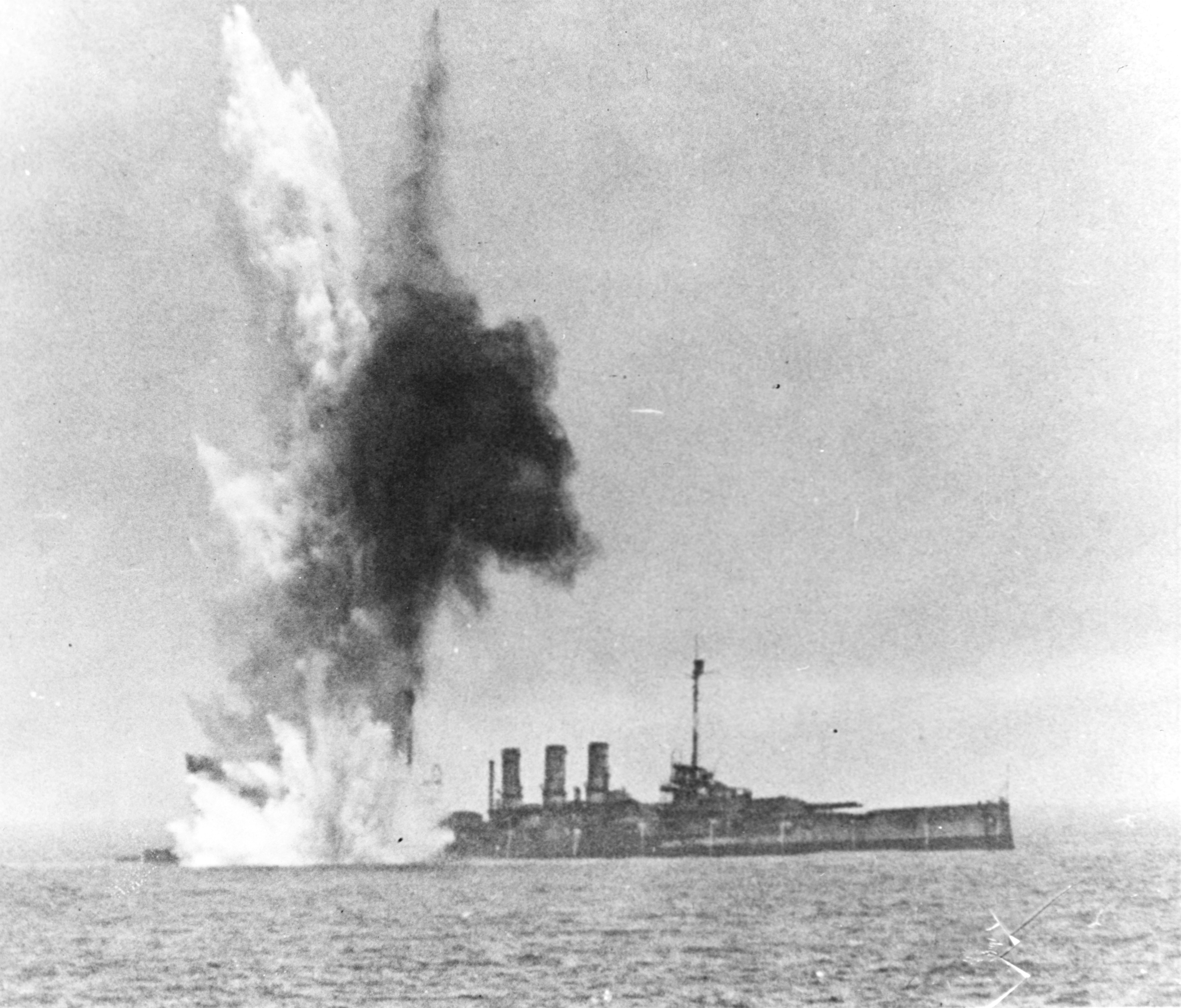
Попадание американской 2000-фунтовой бомбы в линкор «Остфрисланд»